# Myersina macrostoma
Myersina macrostoma är en fiskart som beskrevs av Herre, 1934. Myersina macrostoma ingår i släktet Myersina och familjen smörbultsfiskar. Inga underarter finns listade i Catalogue of Life.